# Вулиця Олега Ольжича (Рівне)
Вулиця Олега Ольжича — одна з вулиць міста Рівне, розташована в мікрорайоні Ювілейний. Названа на честь українського поета, археолога, громадсько-політичного діяча, Голови Проводу українських націоналістів Олега Ольжича.
Вулиця Олега Ольжича пролягає на захід від вулиці Володимира Мономаха і впирається у вулицю Макарова.
На вулиці містяться лише приватні житлові будинки.